# Cargo (Zeitschrift für Ethnologie)
Cargo – Zeitschrift für Ethnologie ist eine von Studenten herausgegebene Zeitschrift. Seit 2012 wird die Redaktion von Studenten aus Bayreuth geleitet.

## Format
Die CARGO versteht sich als eine Plattform von und für Studierende der Ethnologie. Die eingesandten Artikel werden von der Redaktion nur auf Inhalt, Orthographie und Grammatik kontrolliert. Dadurch soll die Zeitschrift Sprachrohr der Studierenden des Faches sein. Die Beiträge variieren stark von Ausgabe zu Ausgabe, haben aber immer verschiedene inhaltliche Diskussionen und Einzelheiten zu den Studienbedingungen der Institute zum Thema. Gleichzeitig ist die CARGO in den vergangenen Jahren immer wieder auch von Lehrenden genutzt worden um die klassischen Konventionen der Wissenschaftlichkeit zu verlassen und, um sich in anderen Textgattungen auszuprobieren.

## Geschichte
Mit der Organisierung des sogenannten „Ethno-Treffs“ um das Jahr 1979, entstand ein relativ freier Raum, in dem ethnologische Themen diskutiert werden konnten, die in der herrschenden „Völkerkunde“ nur wenig Beachtung fanden. Während der 1980er und 90er Jahre organisierte jeweils eine andere Fachschaft dieses einwöchige Treffen und bot so die Gewähr, dass Diskussionen über Ethnologie auch außerhalb der Institute und Fachkongresse möglich sind.
Aus diesen Treffen ist frühzeitig, 1980, das Projekt Cargo – Zeitschrift für Ethnologie hervorgegangen, um ein Netzwerk und Forum von Informationen und Meinungen der Ethnologieinteressierten an den verschiedenen Instituten aufzubauen. Die erste Ausgabe erschien in Berlin. Danach folgten Redaktionen in Tübingen, Mainz, Köln, Wien, Hamburg, Göttingen, Freiburg/Br., München, Marburg, Frankfurt am Main und Heidelberg.
Die jeweiligen Ausgaben werden damit zum kulturellen Gedächtnis des Faches. Sie spiegeln die Perspektiven der Studierenden an ihren Instituten und ihre Berufsaussichten als Ethnologen wider. Auch Aspekte der Kulturtechnik  wie 'Layout und Druck' verdeutlichen diese Aspekte. So ist etwas Ausgabe 15 komplett am PC erstellt worden, während Nummer 20 in einem Format erschien, das jeglicher Bibliotheksregalnorm zuwiderlief. Mit Ausgabe 24 wurde die CARGO erstmals nicht mehr von Studierenden herausgegeben, sondern von alten Redaktionsmitgliedern, die mittlerweile ihr Studium abgeschlossen hatten. Diese Redaktion aus Göttingen veröffentlichte drei Ausgaben.
Erst nach langer Pause folgte im April 2007 die Nummer 27. Damit wurde das Projekt revitalisiert. Die Zeitschrift war wieder von Studenten entdeckt. In einem neuen Format folgte nun eine kontinuierliche Arbeit an weiteren Ausgaben und der Verbreitung der Zeitschrift im ganzen deutschsprachigen Raum.